# Монерагала (підрозділ окружного секретаріату)
Підрозділ окружного секретаріату Монерагала — підрозділ окружного секретаріату округу Монерагала, провінція Ува, Шрі-Ланка. Головне місто - Монерагала. Складається з 26 Грама Ніладхарі.

## Демографія
| Кількість Грама Ніладхарі | Населення (2012) | Площа (км2) | Густота населення (/км2) | Села |
| ------------------------- | ---------------- | ----------- | ------------------------ | ---- |
| 26                        | 49520            | 286         | 173                      | 131  |